# Pohlern
Pohlern é uma comuna da Suíça, no Cantão Berna, com cerca de 222 habitantes. Estende-se por uma área de 9,89 km², de densidade populacional de 22 hab/km². Confina com as seguintes comunas: Blumenstein, Därstetten, Höfen, Oberstocken, Uebeschi.
A língua oficial nesta comuna é o Alemão.